# Porroglossum echidna
Porroglossum echidna är en orkidéart som först beskrevs av Heinrich Gustav Reichenbach, och fick sitt nu gällande namn av Leslie Andrew Garay. Porroglossum echidna ingår i släktet Porroglossum och familjen orkidéer. Inga underarter finns listade i Catalogue of Life.